# Ivanečki Vrhovec
Ivanečki Vrhovec es una localidad de Croacia en la ciudad de Ivanec, condado de Varaždin.

## Geografía
Se encuentra a una altitud de 235 m s. n. m. a 81,5 km de la capital nacional, Zagreb.

## Demografía
En el censo 2011, el total de población de la localidad fue de 310 habitantes.
| Gráfica de población de Ivanečki Vrhovec 1857-2011                  |
|                                                                     |
| Según los censos de población de la oficina estadística de Croacia. |